# Konovalov (racconto)
Konovalov (Коновалов) è un racconto del 1897 dello scrittore russo Maksim Gor'kij.

## Trama
Massimo, il narratore, legge sul giornale che un vagabondo di nome Conovalov, di quarant'anni, si è impiccato in prigione e crede di comprendere le cause del drammatico gesto, perché all'età di diciotto anni ha vissuto con lui.

A quel tempo Massimo faceva l'aiutante di un fornaio alcolizzato, sempre in lite con il proprietario del forno, fino al giorno in cui il fornaio fu licenziato e al suo posto subentrò Conovalov.
Conovalov è un bravo panificatore, potrebbe avere un proprio forno, come suo fratello, ma ha un carattere particolare: dopo un periodo di vita regolata sente il bisogno di mollare tutto ed è dominato dall'esigenza di darsi all'ubriachezza e di vagabondare, per poi tornare ogni volta a fare il fornaio.
Massimo gli legge una lettera di Capitolina (egli non sa leggere né scrivere), una ragazzetta – dice – che è finita «in una di quelle case». Conovalov aveva già preparato tutto, cioè denari ed altre cose per tirarla fuori da quell'abisso, quando fu assalito da un periodo di alcolismo e la cosa non ebbe seguito. Però, non ha dimenticato la promessa e le ha fatto avere i soldi necessari per la sua liberazione.
Conovalov canta molto bene quando è malinconico, ma con il canto lo prende un'angoscia che lo risospinge al vagabondaggio, per cui chiede a Massimo di non cantare nemmeno lui, ma di limitarsi a fischiare.

Quando vede che Massimo ha in mano un libro, gli chiede di leggere ad alta voce e da allora inizia un periodo di letture che lo entusiasmano.

Conovalov ama la natura di un amore profondo. Entrambi restano per ore intere estasiati ad ammirare le stelle, il cielo, il mondo del laghetto, le bellezze della natura.
Nei giorni di festa vanno alla "fabbrica di vetro", un edificio fatiscente di tre piani, dimora di emarginati, poveri e malfattori. Portano un grosso pane, quattro litri di vodka e una grande quantità di frittura calda di fegato, di cuore e di polmone, per offrire con modica spesa un magnifico simposio agli "uomini di vetro", che ripagano con racconti fatti di verità e di bugie.
Un giorno compare Capitolina, che è stata liberata ed ora vuole passare tutta la vita con lui, il suo liberatore. Conovalov le spiega che non è possibile, che non ha una casa, che ha le sue angosce e non può legarsi per sempre a una donna.

Capitolina reagisce con furia, lo insulta nel modo peggiore, perché prima aveva un posto, mentre adesso non ha più nulla. Conovalov è confuso, vede che la sorte di Capitolina è destinata a peggiorare: l'aspetta la stessa vita, soltanto che in più, adesso, a causa della delusione che le ha arrecato, diventa anche lei alcolista. Voleva fare del bene, ma ha sbagliato i calcoli.
Conovalov ha l'animo ferito; alla tristezza subentra la malinconia e l'angoscia.
Lascia il lavoro, spende tutto in bevute, poi parte in giro per il modo.

Dopo qualche anno Massimo lo ritrova. Ha ancora un grande amore per la natura, per la libertà. «Perché», chiede a Massimo, «io non posso stare tranquillo? Perché gli altri uomini vivono, si occupano dei loro affari, hanno moglie, figli e vanno avanti? Io invece non posso, tutto mi è uggioso, perché?»

Dopo tre giorni si lasciano, con la certezza di incontrarsi ancora; ma poi Massimo leggerà sul giornale la triste fine di Conovalov.

## Edizioni
- Massimo Gorki, Conovalov, in Varenka Olessova, traduzione integrale dal russo di M. Karklina Rakovska, collana Scrittori italiani e stranieri, N. 9, Milano, Società Anonima Edizioni "Delta", 1929,  pp. 88 (solo il racconto).